# Daniel von Santhro
Daniel von Santhro var en tapetvävare verksam i mitten av 1500-talet.
Santhro omnämns som flamskvävare i Gustav Vasas tjänst 1544. Man antar att han har nederländskt ursprung och att han kom till Sverige genom Gustav Vasas brev 1541 till Jan van Scorel där Gustav Vasa önskade anställa en tapetvävare från Utrecht. Senare forskning har visat att det är troligare att han kom från Flandern och var ättling till den kände Antwerpenvävaren van Santvoort. Santhro var verksam vid Stockholms slott och Gripsholms slott och var vid sidan av sin tillverkning läromästare till den svenske tapetvävaren Nils Eskilsson. I Svenska statens samlingar ingår en av de tidigaste i Sverige tillverkade flamskvävnaderna som troligen har Santhro som upphovsman. Vävnaden är komponerad efter en förlaga av Franz Brun och föreställer ett genremotiv med Fiolspelare och dansande bondfolk.